# Советский (Аркадакский район)
Советский — посёлок в Аркадакском районе Саратовской области России, входит в состав Семеновского сельского поселения, население 64 человека на 2007 год. 

## Население
| 2010 |
| ---- |
| 23   |

## Уличная сеть
В посёлке 2 улицы — Мирная и Центральная и Мирный переулок.

## Географическое положение
Расположен в 20 км к юго-западу от райцентра Аркадак, в балке Малые Солынки, впадающей слева в реку Хопёр, высота над уровнем моря 130 м. Ближайшие населённые пункты: Чиганак в 0,7 км на юго-запад, Летяжевка в 4 км северо-восточнее и Малиновка в 4,5 км на восток, на другом берегу Хопра.